# Zou (cours d'eau)
Pour les articles homonymes, voir Zou.
Le Zou est un cours d'eau de l'Ouest du Bénin. C'est un affluent de rive droite de l'Ouémé. Il a donné son nom au département du Zou.